# Warren Lyford DeLano
Warren Lyford DeLano (* 21. Juni 1972 in Philadelphia, USA; † 3. November 2009 in Palo Alto) war ein US-amerikanischer Bioinformatiker.

## Biografie
DeLano wurde in Philadelphia geboren und wuchs in Palo Alto auf. An der Yale University machte er 1993 seinen Abschluss in Informatik und Molekularer Biophysik und Biochemie. Anschließend wechselte er an die University of California (UCSF), um dort zu promovieren. 1999 erhielt er seinen Doktortitel der University of California. Seine Doktorarbeit wurde mit dem Julius Krevans Award für die beste Doktorarbeit des Jahres an der UCSF ausgezeichnet und in Science veröffentlicht. Im Jahr 2000 veröffentlichte er die erste Version von PyMOL im Internet. Ab 2003 vertrieb er das Programm unter seiner Firma DeLano Scientific LLC. Am 3. Nov. 2009 verstarb Warren L. DeLano überraschend in seinem Haus in Palo Alto.